# Bozakites frotei
Bozakites frotei là một loài tò vò trong họ Ichneumonidae.